# Monestir de San Millán de Yuso
El monestir de San Millán de Yuso ("yuso" significa 'a baix' en castellà, encara que el mot ja es troba en desús) està situat a la vila de San Millán de la Cogolla, La Rioja (Espanya), al marge esquerre del riu Cárdenas. Forma part del conjunt monumental de dos monestirs, juntament amb el més antic: el monestir de San Millán de Suso (“suso” significa 'de dalt'). Conserva les relíquies del sant anacoreta Emilià de la Cogolla, de qui pren el nom (Emilià, Millán). L'any 1997, els monestirs de San Millán van ser declarats Patrimoni de la Humanitat per la UNESCO.
Fou monestir benedictí fins al 1835, quan fou desamortitzat. Abandonat, fou ocupat per una comunitat de frares agustinians.